# روبرت جي. بيرغمان
روبرت جي. بيرغمان (بالإنجليزية: Robert Bergman)‏ هو كيميائي أمريكي، ولد في 23 مايو 1942 في شيكاغو في الولايات المتحدة.